# Stan boxeur
Pour plus de détails, voir Fiche technique et Distribution.
Stan boxeur (titre original  Any Old Port!) est un film américain réalisé par James W. Horne mettant en scène Laurel et Hardy, sorti en 1932.

## Synopsis
« In Port : Mr. Laurel and Mr. Hardy were just home from a whaling voyage. Mr. Hardy shipped as head harpooner, Mr Laurel went along as bait... »

Laurel et Hardy, marins et chasseurs de baleines fraîchement débarqués, s'installent dans un hôtel tenu par une brute épaisse. Ce dernier maltraite son employée qu'il s'est mis en tête d'épouser contre sa volonté.

Descendus dans le hall de l'hôtel et jouant au billard, ils assistent à la vaine tentative de la jeune femme de s'enfuir et voient son patron tyrannique l’enfermer à clef dans un débarras en attendant l’arrivée du juge de paix qui doit procéder à la cérémonie. Toujours aussi galants, Laurel et Hardy voudraient bien intervenir, mais ne se sentent vraiment pas de taille à l’affronter… Ils s’apprêtent à battre en retraite lorsque arrive le juge de paix. Le patron les sollicite alors pour être les témoins de son mariage ce qu’ils refusent et s’ensuit une bousculade qui leur permet de s’emparer de la clé du débarras. C’est alors une course-poursuite dans l’hôtel durant laquelle ils parviennent à libérer la jeune femme. Ils se débarrassent eux aussi du patron belliqueux en le précipitant dans le port.

Sortis sains et saufs de leur aventure, ils se rendent compte qu’ils ont laissé leurs affaires à l’hôtel et se retrouvent sans le sou. Ils croisent alors une vieille connaissance d’Oliver, organisateur de matchs de boxe, qui leur propose de monter sur le ring pour les dépanner. C’est bien entendu Stan qui s’y colle et la première mauvaise surprise est que son adversaire n’est autre que le patron de l’hôtel ! Mais contre toute attente, c’est Laurel qui remporte le bref combat car il a fortuitement récupéré le gant truqué  de son challenger. Comble de l’ironie, Hardy ayant parié la prime de match contre son compagnon, nos deux compères se retrouvent tout aussi démunis…

## Fiche technique
- Titre original : Any Old Port!
- Titre français : Stan boxeur
- Réalisation : James W. Horne
- Scénario : H. M. Walker (dialogues)
- Photographie : Art Lloyd
- Montage : Richard C. Currier
- Producteur : Hal Roach
- Société de production : Hal Roach Studios
- Société de distribution : Metro-Goldwyn-Mayer
- Pays de production : États-Unis
- Langue : anglais
- Format : Noir et blanc - 35 mm - 1,37:1  -  sonore
- Genre : comédie
- Longueur : deux bobines
- Date de sortie : États-Unis : 5 mars 1932

## Distribution
Source principale de la distribution :
- Stan Laurel : Stanley
- Oliver Hardy : Oliver Hardy
- Julie Bishop[4] : l'employée
- Walter Long : Mugsie Long, le propriétaire du Ye Mariner's Rest

Reste de la distribution non créditée :
- Eddie Baker : le chef de la police
- Harry Bernard : l'organisateur de combat de boxe
- Ed Brandenburg : un spectateur
- Bobby Burns : le juge de paix
- Baldwin Cooke : un spectateur
- Dick Gilbert : le soigneur de Mugsy
- Charlie Hall : le soigneur de Stan
- Jack Hill : un spectateur
- Sam Lufkin : l'arbitre
- Will Stanton : le parieur éméché
- Frank Terry
- Helen Gilmore